# Верхньодніпровськ (станція)
Верхньодніпро́вськ — проміжна дільнична залізнична станція 3-го класу Дніпровської дирекції Придніпровської залізниці на електрифікованій ліній Верхівцеве — Запоріжжя-Кам'янське між станціями Воскобійня (10 км) та Верхівцеве (14 км). Розташована в селищі Новомиколаївка Кам'янського району Дніпропетровської області. Від станції відгалужується лінія до вантажної станції Дніпровська (завдожки 8 км).

## Історія
Станція Верхньодніпровськ відкрита у 1884 році під час прокладання залізниці Запоріжжя-Кам'янське — Любомирівка (нині — Верхівцеве) Катерининської залізниці. На той час станція перебувала просто в полі, тому назву отримала від найближчого великого міста — Верхньодніпровськ, а назва міста походить від розташування вище за течією річки Дніпро. Розташована в селищі Новомиколаївка, яке виникло навколо станції значно пізніше — у 1917 році. Під час Другої світової війни станція була вщент зруйнована, а жодна будівля  не збереглася до наших часів. За 200 метрів від станції знаходиться братська могила воїнів і меморіал.
У другій половині XX століття побудований сучасний вокзал, який виконаний у вигляді букви «L» і складається з двох об'ємів: двоповерхової — зі службовими приміщеннями та одноповерхової — з пасажирським залом. Будівлю прикрашають високі, майже на всю висоту будівлі вікна, це також має і практичний сенс, адже дозволяє економити на освітленні залу чекання у денний час доби. У торці будинку з боку вулиці розташувалися додаткові каси, накриті загальним з вокзалом дахом, проте нині вони не працюють. Вокзал відноситься до острівного типу — колії знаходяться по обидві сторони вокзалу, але пасажирська платформа знаходиться лише на ділянці Верхівцеве — Запоріжжя-Кам'янське.
У 1964 році побудована залізнична лінія до станції Дніпровська (завдожки 8 км), з тих пір станція стала вузловою. У напрямку станції Дніпровської пасажирське сполучення не здійснюється.

## Пасажирське сполучення
На станції Верхньодніпровськ зупиняються нічні швидкі поїзди № 41/42 сполученням Дніпро — Трускавець, № 61/62 сполученням Дніпро — Івано-Франківськ та приміські електропоїзди до станцій Верхівцеве, Дніпро-Головний, Кривий Ріг-Головний, Краматорськ, П'ятихатки-Пасажирська та П'ятихатки-Стикова.

## Галерея

Краєвиди станції Верхньодніпровськ
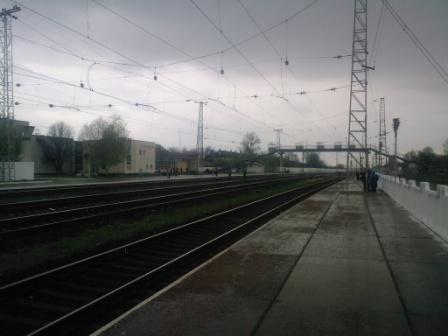
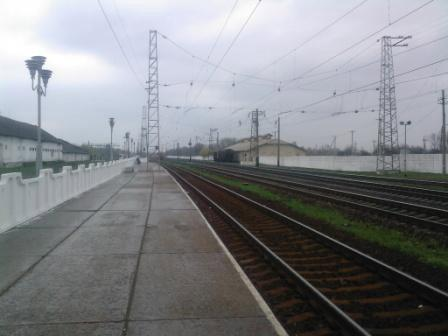